# Dum diversas
Dum Diversas  é uma bula papal emitida em 18 de junho de 1452 pelo Papa Nicolau V que concedeu direitos a Portugal para capturar territórios e escravizar populações na África Ocidental. Endereçada ao rei Afonso V de Portugal, a bula atribuiu a Portugal direitos sobre os territórios da África descobertos no início da Era das Navegações e autorizava a reduzir à  "servidão perpétua" os sarracenos, pagãos e demais "inimigos de Cristo" que ali se encontrassem, assim como a usufruir de seus reinos, domínios e bens móveis e imóveis. 

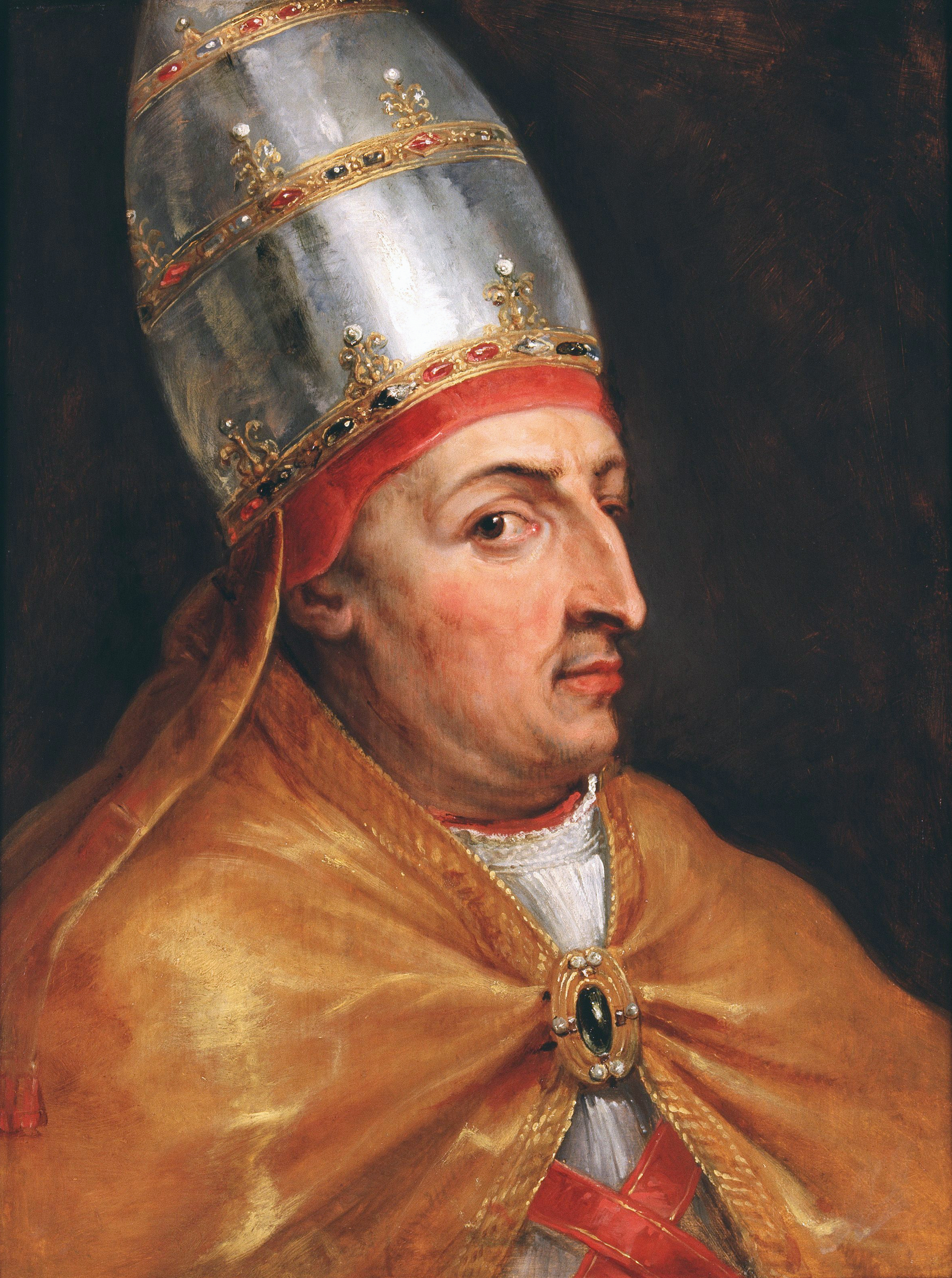
Papa Nicolau V

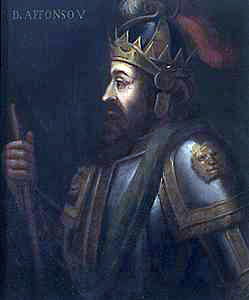
Afonso V de Portugal

Considerada por alguns como base religiosa para a prática do comércio de escravos da África Ocidental, a Dum Diversas foi seguida por outras bulas, como a Romanus Pontifex, de 5 de janeiro de 1455, que estendeu às nações católicas da Europa domínio sobre todas as terras encontradas na Era dos Descobrimentos, desta forma autorizando as conquistas e a escravização que ocorreriam posteriormente também no Novo Mundo e na Ásia.

## Contexto

### Reação aos otomanos
No verão de 1452, o sultão otomano Mehmed II concluiu a construção da fortaleza Rumelihisarı no lado ocidental (europeu) do Estreito de Bósforo. Localizada alguns quilômetros ao norte de Constantinopla (atual Istambul, na Turquia), a fortificação dominava a parte mais estreita do canal. Nessas condições, o imperador bizantino Constantino XI escreveu ao Papa Nicolau V para pedir ajuda. O sobrinho de Nicolau V, Loukas Notaras, fora megas doux no Império Bizantino.
Emitida pouco antes da Queda de Constantinopla, a bula é entendida por muitos como uma tentativa de incitar nova cruzada contra o Império Otomano. Não obstante, foi só quando Afonso V de Portugal respondeu ao apelo papal por ajuda que o Nicolau V concordou em apoiar as reivindicações portuguesas por territórios na África.

### Dificuldade de reunir forças
No período em questão, o cenário europeu não favorecia um engajamento militar do Ocidente no enfrentamento aos otomanos. Apesar da participação de algumas tropas de cidades-estado do norte da Itália no conflito, Nicolau V não tinha a influência que os bizantinos esperavam na mobilização do apoio dos reis e príncipes europeus. França e Inglaterra estavam enfraquecidos após a Guerra dos Cem Anos e Espanha ainda lutava para expulsar os mouros do sul da Península Ibérica. As contribuições ocidentais à época eram insuficientes para contrapor ao poder otomano no Bósforo. [carece de fontes?]

### Exceção portuguesa
Em contraste, Portugal vivia situação comparativamente favorável, após a expulsão dos mouros de seu território em 1249. Durante o reinado de Afonso V, em meados do século XV, a nobreza gozava de prestígio e a Casa de Bragança era rica e influente. As incursões e ataques portugueses ao Marrocos foram então retomados, com o entendimento de que se tratavam de "cruzadas autojustificadas pela religião, pela cavalaria e pela honra" . Nos combates, havia cativos de ambos os lados, que eram resgatados ou vendidos como escravos. Após atacar Ceuta, Afonso V procurou obter reconhecimento papal de que travava uma cruzada e, em 1441, depois de atacar a Mauritânia, buscou novo reconhecimento de se tratar de um "conflito justo" – o que indicaria que os capturados poderiam ser legitimamente vendidos como escravos.

## O sentido da bula
Para alguns historiadores, o conjunto de bulas emitidas na sequência da Dum Diversas constitui extensão do legado teológico das cruzadas do papa Urbano II para justificar a colonização europeia e o expansionismo, acomodando « tanto o mercado como os anseios da alma cristã »".
Para garantir exclusividade de direitos comerciais a Portugal, Afonso V apelou a Nicolau V para, com a autoridade moral da Igreja, obter monopólio na exploração do norte da África. A bula Dum Diversas concedeu licença para a conquista de territórios e a escravização de mão-de-obra e era, essencialmente, geograficamente ilimitada na sua aplicação, sendo talvez o ato papal mais importante para a colonização portuguesa. Não obstante, alguns historiadores entendem que seus efeitos práticos eram circunscritos à costa da África Ocidental, única área ocupada por Portugal àquela altura.  Há quem avalie, igualmente, que os empreendimentos portugueses buscavam competir com as caravanas muçulmanas transaarianas, que detinham monopólio do comércio de ouro e de marfim na África Ocidental. 

## Teor normativo
Na bula Dum Diversas, lê-se:
No texto é utilizado o termo "sarracenos" (do grego: "sarakenoi"), uma das formas com que os cristãos medievais designavam os árabes e os muçulmanos em geral. As palavras "islão" e "muçulmano" só foram introduzidas nas línguas europeias no século XVII.

## Desenvolvimentos posteriores
Em 1456, a Dum Diversas foi reiterada pelo Papa Calisto III, com a bula Etsi cuncti, renovada pelo papa Sisto IV, em 1481, e pelo papa Leão X, em 1514, com a bula Precelse denotionis. O conceito de consignamento de esferas de influência exclusiva de determinados estados-nação foi alargado ao continente americano em 1493 pelo papa Alexandre VI com a bula Inter cætera.
Em 1537, pelo breve apostólico Sublimis Deus, Em 1537 o Papa Paulo III considerou formalmente herética a ideia de que existiam sobre a terra homens sem alma e incapazes de receber a fé cristã. Ao mesmo tempo condenou a redução à escravidão dos índios americanos e ordenou que fossem todos restituídos à liberdade que lhes devolvessem todos os seus bens e possessões. Na mesma altura, considerava aceitável a escravatura em Roma, em 1545, as leis sobre escravatura promulgadas em 1547 por Henrique VIII de Inglaterra e, em 1548, a compra de escravos muçulmanos.
Em 1686, o Santo Ofício limitou a bula ao decretar que os africanos escravizados por guerras injustas deviam ser postos em liberdade.
Dum Diversas, em conjunto com outras bulas como Romanus Pontifex (1455), Ineffabilis et summi (1497), Dudum pro parte (1516) e Aequum reputamus (1534) documentam o ius patronatus português. O papa Alexandre VI, natural de Valência, emitiu as chamadas Bulas Alexandrinas que limitavam o poder português em favor de Espanha, sobretudo as bulas Inter cætera e Dudum Siquidem (1493).